# Mammillaria pectinifera
Mammillaria pectinifera o  biznaga cochilinque, es una especie perteneciente a la familia Cactaceae.

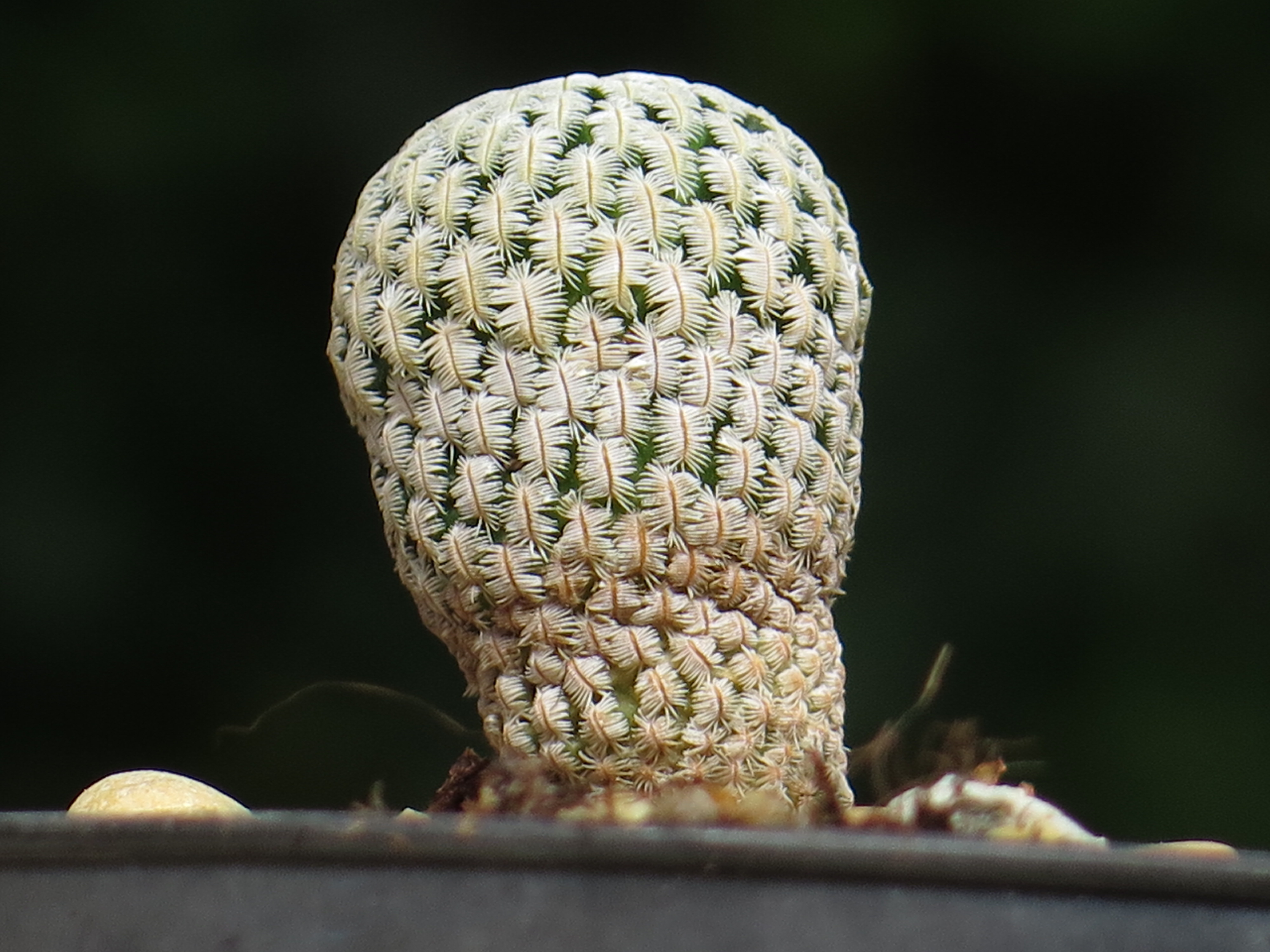
Mammillaria pectinifera

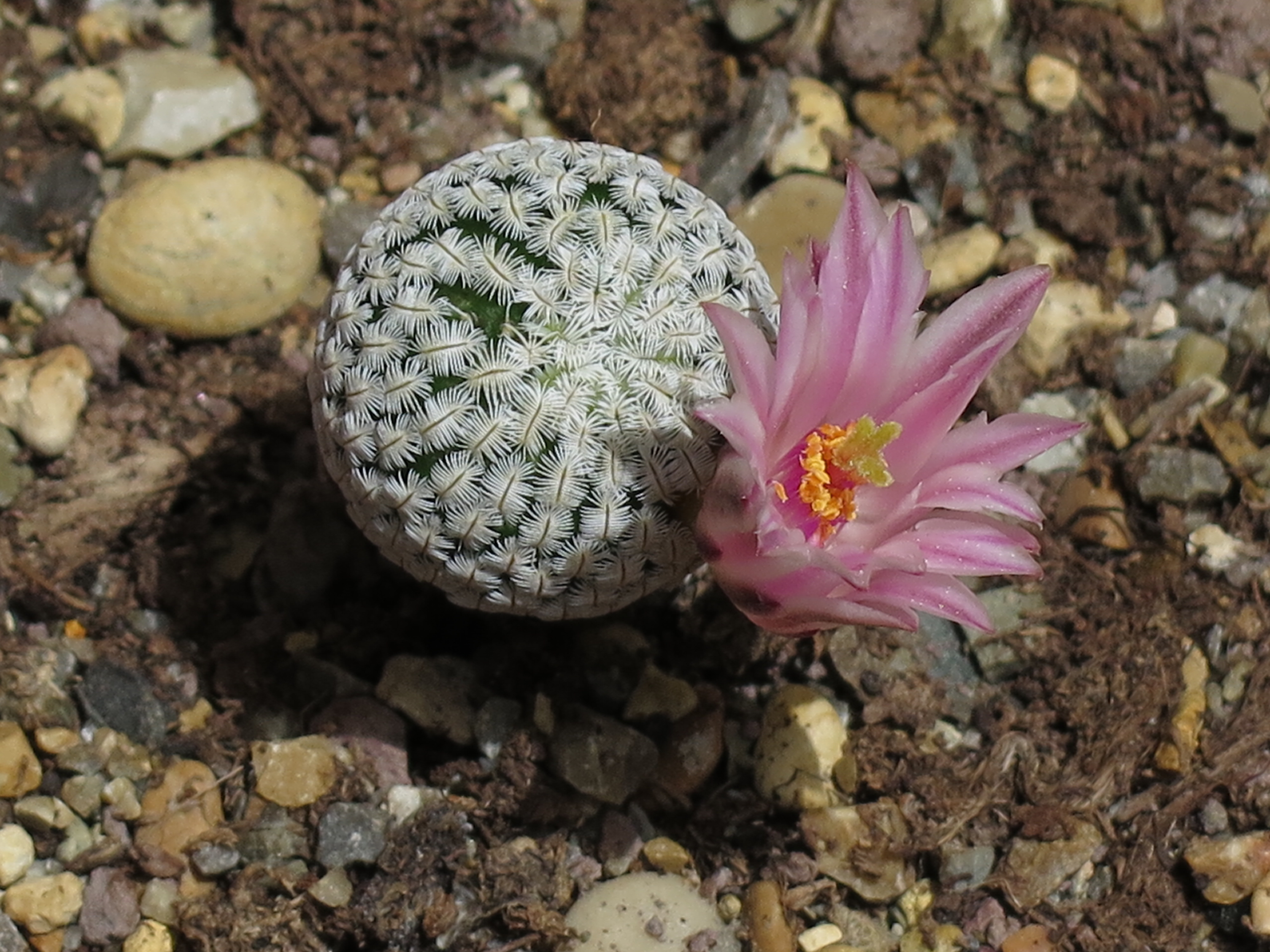
Vista de la planta

## Nombres comunes
- Español: biznaga cochilinque.[3]

## Descripción
Es un cactus que tiene un crecimiento simple, es decir, que no se ramifica. Es de forma globosa-aplanada, de 1 a 2 cm de altura y de 1 a 5 cm de diámetro. Las protuberancias del tallo (tubérculos) son cónicos, de color verde oscuro y presentan jugo semilechoso, el espacio entre ellos (axilas) no tienen lana ni pelos. Los sitios en los que se desarrollan las espinas se denominan aréolas, en esta especie tienen forma elíptica, regularmente no presentan espinas al centro (centrales), pero sí las de la orilla (radiales) con más o menos 20 a 45 espinas y en algunos casos hasta 60, todas son pectinadas y blancas. Las flores son medianas y tienen forma de campana, miden 15 a 20 mm de longitud y son de color amarillento a rosado. Los frutos tienen forma globosa, son verdosos, y las semillas de color negro. Es polinizada por insectos y se dispersa por semillas.

## Taxonomía
Mammillaria pectinifera fue descrita por Frédéric Albert Constantin Weber y publicado en Dictionnaire d'Horticulture 2: 804. 1898.
Etimología
Mammillaria: nombre genérico que fue descrita por vez primera por Carolus Linnaeus como Cactus mammillaris en 1753, nombre derivado del latín mammilla = tubérculo, en alusión a los tubérculos que son una de las características del género.
pectinifera: epíteto latíno que significa "con forma de peine"
Sinonimia
- Pelecyphora pectinata
- Solisia pectinata

## Distribución
Es endémica de México, se localiza en el estado de Puebla, en el Valle de Tehuacán-Cuicatlán, en la cuenca alta del río Papaloapan.

## Hábitat
Se desarrolla entre los 1700 a 2000 m s. n. m., en matorrales xerófilos.

## Estado de conservación
Debido a sus características, esta especie ha sido extraída de su hábitat para ser comercializada de manera ilegal, aunque no se tiene cuantificación del daño que esto ha producido a las poblaciones. Se encuentra en la categoría Amenazada (A) en la Norma Oficial Mexicana 059. En la lista roja de la UICN se considera En Peligro (EN).

## Importancia cultural y usos
Ornamental